# Piyoko ni omakase pyo!
Piyoko ni omakase pyo! (デ・ジ・キャラット ぴよこにおまかせぴょ?) è una serie di otto OAV pubblicati nel 2003, spin-off del franchise Di Gi Charat. 
La serie è l'unica del franchise a non avere Dejiko come protagonista. La serie infatti si concentra sui personaggi di Piyoko, Rik, Ky, Coo ed il resto della Black Gema Gema Gang, che lasciano il pianeta Analogue per recarsi sulla Terra per rapire Dejiko. 
Dalla serie è stato adattato un manga, pubblicato dalla Broccoli il 21 giugno 2002.

## Colonna sonora
Sigla di apertura
- We are THE ONE! cantata da P.K.O

Sigla di chiusura
- Knighthood ~ The number one dream in the world cantata da P.K.O